# Bernard Colasse
Pour les articles homonymes, voir Colasse.
Bernard Colasse (né le 31 août 1944 à Saint-Aubin-le-Vertueux) est un professeur français en sciences de gestion. Il a participé à la création de l’université Paris-Dauphine et au développement de la recherche comptable en France. Spécialiste de la normalisation comptable, ses principaux travaux de recherche et écrits portent sur les aspects et les enjeux organisationnels, sociaux et politiques de la normalisation comptable nationale et internationale.

## Formation
Bernard Colasse est ancien élève (promo 1963) de l’École normale supérieure de l’enseignement technique de Cachan (devenue l’ Ecole Normale Supérieure de Paris-Saclay), agrégé des techniques économiques de gestion (1967), docteur de 3e cycle en gestion des entreprises (1974) et docteur d’État  (1983) et agrégé des facultés de droit (1985) en sciences de gestion.

## Parcours
Bernard Colasse participe à la création de l’université Paris-Dauphine et plus particulièrement au lancement, dans cette université, de la maîtrise de sciences de gestion et de la maîtrise des sciences et techniques comptables et financières[réf. souhaitée] (devenue le Master comptabilité contrôle audit). Recruté à Dauphine en septembre 1970, il fait la majeure partie de sa carrière dans cette université et en devient vice-président chargé de la recherche entre 1997 et 2001.
Reçu en 1985 à l'agrégation en sciences de gestion, il est nommé professeur à la Faculté de droit, sciences économiques et gestion de Nancy où il participe au lancement d'une maîtrise et d'un Diplôme d'Etudes Approfondies (DEA) de sciences de gestion.
De retour à Dauphine en 1989, il y crée le premier DEA français exclusivement consacré à la recherche comptable,. De ce DEA sont issus plus d'une centaine de docteurs devenus pour la plupart professeurs dans les universités et les grandes écoles.
En 2011, il devient professeur émérite à l'université Paris-Dauphine.
Durant sa carrière, Bernard Colasse participe activement au développement en France de la recherche comptable.

## Responsabilités
Membre fondateur de l’Association française (devenue francophone) de comptabilité en 1979, Bernard Colasse en sera le deuxième président de 1983 à 1985. En 1995, il lance et devient le premier rédacteur en chef de la revue Comptabilité-contrôle-audit. Il dirige l’Encyclopédie de comptabilité, contrôle de gestion et audit parue aux éditions Economica en 2000 et 2009.
Il a été président des jurys du diplôme national d’expertise comptable de 1987 à 1993.
Il a fait œuvre de normalisateur comme membre du Conseil national de la comptabilité (de 1992 à 2008) et, depuis 2009, il est membre du comité consultatif de l’Autorité des normes comptables.

## Travaux de recherche
Bernard Colasse a réalisé personnellement et dirigé de nombreux travaux de recherche sur des sujets très variés relevant de la théorie des organisations, de la finance et de la comptabilité. Il a publié, seul ou en collaboration, plus de deux-cents « papers » et une dizaine d’ouvrages. Dans un classement  des chercheurs français en comptabilité, il apparaît comme le chercheur le plus productif et le plus influent de la période 1995-2004.
Ses principaux travaux portent sur les aspects et les enjeux organisationnels, sociaux et politiques de la normalisation de la comptabilité des entreprises. Ils s’inscrivent dans un courant de recherche né en Grande-Bretagne dans les années 1970 dont il est l’un des principaux représentants en France . Parmi ces travaux, il convient de mentionner ceux qu’il a consacré à la normalisation française et à la normalisation internationale ; travaux nourris par son expérience de normalisateur.
Il a étudié en particulier, avec Peter Standish et Christine Pochet, dans une perspective socio-historique, l’évolution du dispositif français de normalisation comptable dans l’après-guerre, et montré l’encastrement de ce dispositif dans le capitalisme français. Il a également étudié, toujours dans une perspective socio-historique, l’émergence et la montée en puissance, sur fond de globalisation financière, de la normalisation comptable internationale.
Dans un article de synthèse tiré de ses recherches, il a livré une problématique de la normalisation de la comptabilité des entreprises comme jeu social complexe entre acteurs privés et acteurs publics, montrant que ces acteurs usent à des degrés divers de leur légitimité technique et de leur légitimité politique pour défendre les intérêts dont ils sont porteurs.
Ultérieurement, dans un article publié en français et en anglais, article qui a fait débat , il a examiné avec Alain Burlaud la façon dont le normalisateur international, l’IASB, faute de légitimité politique, s’est construit une légitimité procédurale et substantielle, une légitimité dont la crise de 2008 a montré les limites pratiques et théoriques ; ce qui l’amène avec son co-auteur à anticiper (et à souhaiter) un retour du politique dans la normalisation comptable internationale.
Il s’est également intéressé dans plusieurs articles à l’idéologie portée par les normes comptables internationales. Dans l’un de ces articles , il analyse en profondeur le cadre théorique (conceptual framework) d’élaboration de ses normes dont s’est doté le normalisateur international et conclut que ce cadre véhicule une vision friedmanienne de l’entreprise.

## Ouvrages
- Normaliser la comptabilité des entreprises : enjeux socio-organisationnels et jeux d’acteurs (codir. avec R. Chantiri), Caen : EMS, 2019.
- Dictionnaire de comptabilité des entreprises : compter/conter l’entreprise. Éditions La Découverte. 2015
- Introduction à la comptabilité (en collab. avec R. Chantiri), Economica, 2023 (15ème éd.) ; traduit en roumain.
- Les fondements de la comptabilité, La Découverte, 2011 (2e éd.) ; traduit en roumain.
- Analyse financière de l’entreprise (en collab. avec Bruno Oxibar), La Découverte, 2021 (6e éd.) ; 5ème édition traduite en roumain.
- Les grands auteurs en comptabilité (dir.), Éditions EMS, 2005 ; traduit en japonais.
- Juste valeur : enjeux techniques et politiques (codir.), Economica, 2001.
- Gestion financière de l’entreprise, PUF, 1993 (3e édition) ; traduit en portugais et en russe

Il est également l'auteur, sous le nom de Bernard Colasse-Aubert, d'un roman autobiographique : Ceux que nous sommes, L'Harmattan, 2022.

## Distinctions
- Médaille de bronze de l'Ordre des experts-comptables (1996)[1]
- Membre d'honneur de l'Académie des sciences et techniques comptables et financières (2004)[5]
- Officier dans l'ordre des Palmes académiques (2005)
- Docteur honoris causa de l'université Alexandre-Jean-Cuza de Iași (2009)[1]
- Chevalier dans l'ordre de la Légion d'honneur (2010)[20]
- Premier récipiendaire du « Trophée 1673 de l’excellence comptable » décerné par l’Autorité (française) des Normes Comptables (2016)
- Membre de l’Académie de Comptabilité (2024)

## Sources
- Notices d'autorité :   - VIAF
  - ISNI
  - BnF (données)
  - IdRef
  - LCCN
  - Belgique
  - Pays-Bas
  - NUKAT
  - Lettonie
  - WorldCat
- CV de Bernard Colasse sur le site internet de l'université Paris-Dauphine, Consulté le 29 juillet 2013
- Charreaux G. et Schatt A. (2005), Les publications françaises en comptabilité et contrôle de gestion sur la période 1994-2003 : un état des lieux, Comptabilité-Contrôle-Audit, 11(2) : 5-38.
- Collectif (2009), Dauphine : de l’expérimentation à l’innovation, Textuel, pp. 38-39.
- Degos J.-G. et Mattesich R. (2006), « Accounting Research in the French Language area –second half of the 20th century », Review of Accounting and Finance, 5(4) : 423-442.
- Nikitin M. et Richard C. (sous la dir. de) (2012), Comptabilité, société et politique : mélanges en l’honneur du professeur Bernard Colasse, Economica.